# Zum Pfauen

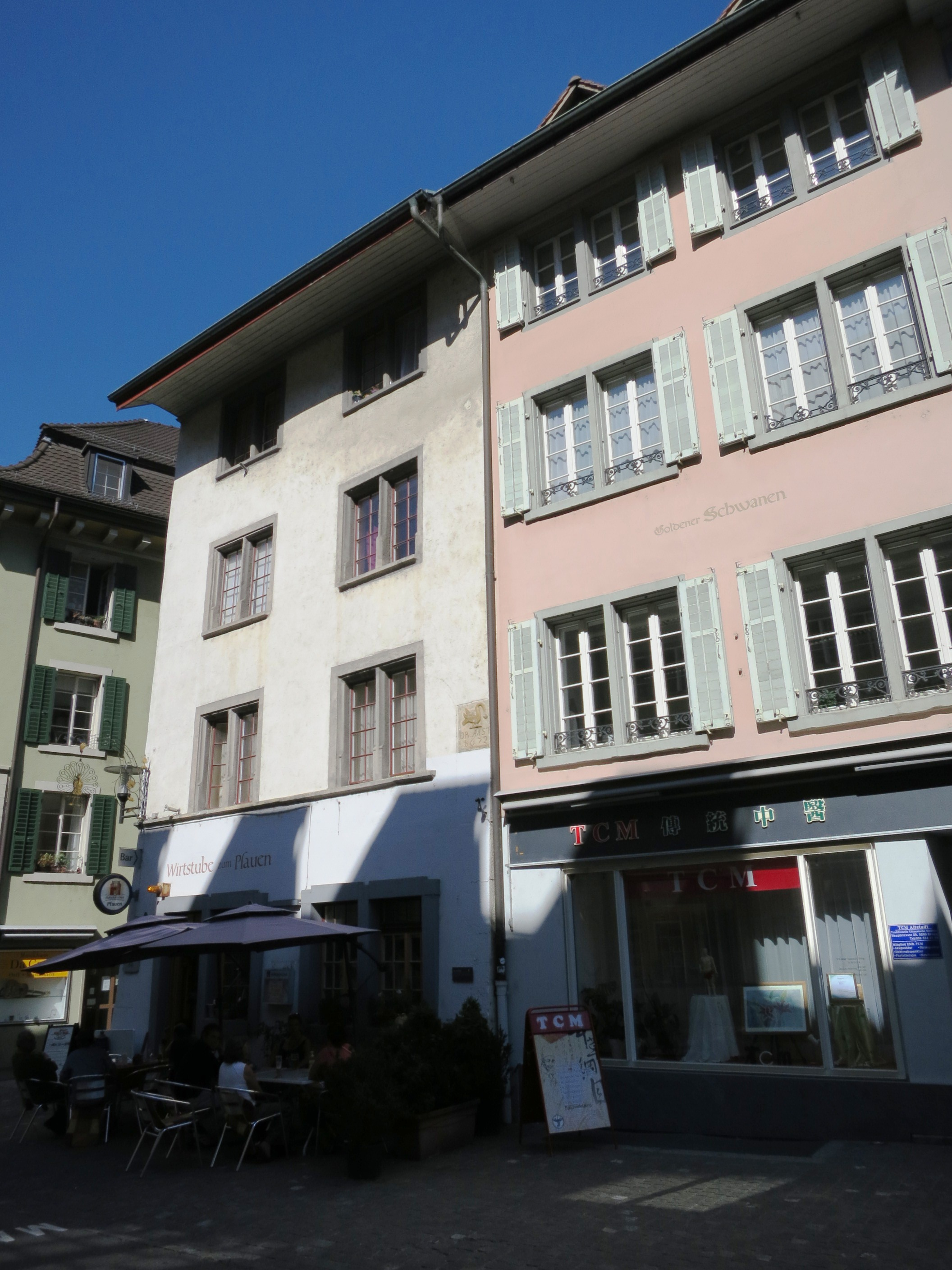
Häuser «Zum Pfauen» (links) und «Goldener Schwanen» in Brugg

Das Haus zum Pfauen steht in der Altstadt von Brugg im Kanton Aargau an der Hauptstrasse 30.
Es ist ein Schweizer Kulturgut von regionaler Bedeutung.

## Architektur
Das Haus «Zum Pfauen» ist ein tiefes, gotisch-barockes Eckhaus. Die spätgotische Fassade gegen die Hauptgasse ist geprägt von zwei Doppelfenstern in drei Stockwerken und vom profilierten Gewände. Gegen Norden an der unteren Hofstatt besitzt das Gebäude zwei barocke Portale. Das grössere der Portale ist stichbogig und mit profiliertem Rahmen ausgestattet. Auf diesem Rahmen sind fruchtbehängte, perspektivische Voluten angebracht und ein Muschel-Schlussstein bildet den oberen Abschluss. Über dem Torbogen ist eine verkröpfte, gerade Verdachung vorhanden. Auf einem der Kellerfenster ist das Datum 1710 vermerkt. Im ersten Stockwerk des Gebäudes befinden sich Régence-Stuckdecken aus der Zeit um 1740 mit Bandel- und Gitterwerk.